# مدرسة موحدة
المدرسة الموحدة هو مصطلح مستخدم في المملكة المتحدة وقد بدأت دلالة المعنى الأصلي له في الاختفاء.
عندما أوصى تقرير بلاودن بتغيير نظام التعليم الأساسي عام 1967 في إنجلترا، اقترح إعداد مدارس ابتدائية و إعدادية، لتخدم الطلبة الذين تتراوح أعمارهم من 4-8 و8-12 على التوالي.  واقترح التقرير أيضًا استخدام مصطلح المدرسة الموحدة للإشارة إلي تلك المدارس التي تقبل الطلبة من عمر 4 إلى 12.
قدمت بعض هيئات التعليم المحلية، مثل باكينجهامشير نماذج لعدد كبير من المدارس من هذا النوع، ولكن منذ تطبيق أنظمة هياكلهم، أصبحت كل هذه المدارس مدارس ابتدائية نظامية تخدم الطلبة حتى عمر 11 عامًا. وعلى الرغم من هذا، احتفظت العديد من المدارس باسمها السابق كمدرسة موحدة.
لا يزال يوجد عدد محدود من المدارس الموحدة ذات الطابع الأصلي في،بول، دورست.